# Werner-von-Siemens-Gymnasium (Gronau)
Das staatliche Werner-von-Siemens-Gymnasium (kurz: WvSG) im Kreis Borken ist das Gymnasium in Gronau (Westf.), das 1903 als Realgymnasium (zunächst als Realschule) gegründet wurde. Seit 1905 verfügte die Schule über ein eigenes Gebäude (heute: Driland-Kolleg). In den 1970er Jahren erfolgte der Umzug in das neu errichtete Gebäude an der Laubstiege. Das Gymnasium ist seit 1953 nach dem Erfinder und Firmengründer Werner von Siemens benannt.

## Geschichte
Aus dem kleinen Ort Gronau mit nur wenigen 100 Einwohnern entwickelte sich nach der Gründung der ersten Textilbetriebe in der zweiten Hälfte des 19. Jahrhunderts eine explosionsartig wachsende Ortschaft. Diese strebte nach der Verleihung der Stadtrechte 1897 die Errichtung einer höheren Schule, eines Reform-Real-Gymnasiums, an. Dazu wurde die 1883 als evangelische Privatschule gegründete Rektoratsschule, die 1896 in kommunale Trägerschaft übernommen worden war, in zwei Schulen umgegründet. Das spätere Gymnasium wurde als Realschule gegründet, während die heutige Realschule ihre Anfänge als Höhere Mädchenschule erlebte. Nach wenigen Jahren war aus der Realschule ein Realgymnasium geworden. Diese Schulform, die sich später als Mathematisch-naturwissenschaftliches Gymnasium von der des Humanistisches Gymnasiums unterschied, entsprach genau den Interessen der jungen Textilstadt.
1912 fanden die ersten Abiturprüfungen statt. Die Schüler kamen nicht nur aus Gronau, sondern auch aus dem Umland im preußischen Westfalen und aus der früheren Grafschaft Bentheim (Königreich Hannover), wo es noch viele Jahre keine Gymnasien gab.
Im Zusammenhang mit den Jubiläumsfeiern zum 50-jährigen Bestehen des Gymnasiums erhielt die Schule 1953 den Namen Werner-von-Siemens-Gymnasium.
1967 wurde das bis dahin mathematisch-naturwissenschaftliche Gymnasium um einen neusprachlichen Zweig ergänzt. Im gleichen Jahr kam ein sogenannter F-Zweig hinzu; dieser wurde eingerichtet, um begabte Realschul-Absolventen zum Abitur zu führen. Nach der Umwandlung der Volksschulen in Grund- und Hauptschulen konnte das Gronauer Gymnasium auf die Erfahrungen des F-Zweigs zurückgreifen, um auch qualifizierte Hauptschulabgänger erfolgreich auf das Abitur vorzubereiten.
Die intensive Betreuung der Seiteneinsteiger nach dem 10. Schuljahr durch Ferienkurse und individuelle Beratung ist weiterhin ein wichtiges Anliegen der Schule.
1972 wurden im Rahmen der allgemeinen Schulreform die traditionellen Typen bzw. Zweige der Gymnasien aufgegeben. Auch am Werner-von-Siemens-Gymnasium ersetzten eine differenzierte Mittelstufe und die Reformierte Oberstufe mit von den Schülern zu wählenden Grund- und Leistungskurse die prägenden Zweige des mathematisch-naturwissenschaftlichen und neusprachlichen Gymnasiums.
Von 1974 bis 1981 nahm das Gymnasium gemeinsam mit dem Gymnasium in Ahaus und den Berufsschulen an einem Schulversuch Kollegschule teil. Ziel war es, in einer reformierten Oberstufe sowohl das Abitur als auch eine berufliche Qualifikation zu erreichen.
Bis zum Ende der 1970er Jahre hatte das Gymnasium den Umzug in die neuen Räumlichkeiten an der Laubstiege zu bewältigen.
Einige Jahre bot das Gymnasium für die 9. und 10. Jahrgänge Profilklassen an, in denen leistungsfähige und -willige Schüler in diesen zwei Schuljahren den Lernstoff der Jahrgänge 9 bis 11 erarbeiteten, um nach zwei Schuljahren unmittelbar in der Stufe 12 weiterzuarbeiten. Dieses Modell ist der für wenige Jahre auch in NRW praktizierten allgemeinen Schulzeitverkürzung zum Opfer gefallen.

## Lage
Das Gymnasium bildet zusammen mit der Gesamtschule Gronau das Schulzentrum an der Laubstiege. Angrenzend an das Gelände befinden sich die Stadtwerke Gronau und das Hallenbad.

## Gebäude
Nach der Umgründung der städtischen Rektoratsschule in eine Realschule (das heutige Gymnasium) und eine höhere Mädchenschule (später Fritjof-Nansen-Realschule) nutzten beide neuen Schulen zunächst weiterhin das Schulgebäude der Rektoratschule an der Neustadtstraße (heute Parkplatz an der Post).
1905 konnte die Realschule bzw. das Real-Gymnasium ein neu errichtetes Gebäude an der Windmühlenstraße (heute Konrad-Adenauer-Straße) beziehen. Angesichts steigender Schülerzahlen wurde das Schulgebäude mehrfach erweitert (1909, 1960er Jahre).
In den 1970er Jahren wurde an der Laubstiege ein neues Schulgebäude errichtet, das sowohl den Anforderungen der für das Gebäude vorgesehenen beiden Schulen Hauptschule und Gymnasium gerecht wurde als auch zu einer Gesamtschule hätte umgewidmet werden können.
Bei der Errichtung des Gymnasiums wurde besonders darauf Wert gelegt, dass die schulische Aula auch als städtische Veranstaltungshalle für Theater- und Musikveranstaltungen höchsten Ansprüchen genügte. So konnten in dieser Aula z. B. Konzerte mit Fats Domino, B.B. King und Ray Charles stattfinden. Diese Veranstaltungen fanden im Zusammenhang mit dem Jazzfest Gronau statt.
Das neue Schulgebäude hat zwischenzeitlich Erweiterungen erfahren. U. a. wurde ein neuer Trakt für den Biologieunterricht und für zusätzliche Klassenräume angebaut. Das Lehrerzimmer erfuhr eine Vergrößerung, in den letzten Jahren wurde das Schulgebäude umfassend renoviert und modernisiert.

## Persönlichkeiten

### Schulleiter
- 1905–1908: Adolf Gottschalk (1903 als Dirigent, seit 1905 als Direktor)
- 1908–1909: Friedrich Schild
- 1909–1922: Heinrich Steckelberg
- 1923–1925: Kurt Körner
- 1926–1942: Friedrich Rosendahl
- 1943–1945: Walter Thaemert (als Lehrer bis 1955 am Gronauer Gymnasium)
- 1949–1964: Friedrich Wolff
- 1965–1984: Gustav Papies
- 1984–1988: Johannes Kettlack
- 1989–1997: Karl-Josef Fingerhut
- 1998–2007: Karl Josef Heitmann
- 2008–2017: Helmut Seifen
- 2017–2019: Burkhard Kleinke (kommissarisch)
- seit 2019: Thomas Herden

### Ehemalige Schüler und Lehrkräfte
- Alfred Vierkandt (1867–1953, 1904 Lehrer am WvSG), Mitbegründer der wissenschaftlichen Soziologie
- Rudolf Caracciola (1901–1959), Schüler am WvSG, vor dem 2. Weltkrieg erfolgreichster Autorennfahrer
- Hans Leussink (1912–2008), Prof. der TH Karlsruhe (Bautechnik), Bundesminister für Bildung und Wissenschaft
- Franz Georg Friemel (* 1930), Pastoraltheologe, Prof. theol. in Erfurt
- Christofer Frey (* 1938), Theologe, Prof. in Erlangen-Nürnberg und in Bochum
- Klaus Matischak (* 1938), Fußballspieler
- Helmut Seifen (* 1953), Politiker (AfD), von 2008 bis 2017 Schulleiter des Gymnasiums
- Alfred Krabbe (* 1956), Astrophysiker, Professor für Flugzeugastronomie und extraterrestrische Raumfahrtmissionen, Leitung des Deutschen SOFIA-Instituts
- Julia Friedrichs (* 1979), Journalistin, Autorin
- Jens Wissing (* 1988), Fußballspieler
- Marcel Deelen (* 1994), Fußballspieler

## Schulkonzept
Das Werner von Siemens Gymnasium in Gronau hat einen naturwissenschaftlichen und sprachlichen Schwerpunkt.

### Fördern und Fordern
- LRS-Förderung
- DaZ-Förderung
- Lernen lernen (Klasse 5 und 6, im Rahmen der LQ-Stunde und im Fachunterricht)
- Förderunterricht in verschiedenen Fächern der Fächergruppen I und II auf unterschiedlichen Leistungsniveaus
- Übermittagsbetreuung
- Hausaufgabenbetreuung

### Sprachzertifikate
- DELF-Prüfung (Französisch)
- Latinum
- Cambridge Certificate (First / Advanced)
- CNavT (Niederländisch)

### Ergänzendende unterrichtliche Angebote
- Übermittagsbetreuung
- schulische Nachhilfe
- Schulsanitätsdienst
- Robotik AG
- English drama group
- Rechtskunde
- Chor AG
- Mannschaftsbetreuung Sport (Sportwettkämpfe)
- Kunst AG
- Junge Oper Detmold
- Naturerlebnisschule Raesfeld
- Zeitungsprojekt (WN)
- Rock- und Popmuseum
- Geschichtenerzählerin Französisch
- Teilnahme an der Junior und Schülerakademie
- Schlaufuchsprojekte (Kl. 6)

### Teilnahmen an Wettbewerben
- Jugend debattiert
- Vorlesewettbewerb Kl. 6 (Börsenverein des deutschen Buchhandels)
- Vorlesewettbewerb Englisch/ Französisch
- Känguru-Wettbewerb Kl. 5 – 9
- Big Challenge Kl. 5 – 9
- Jugend Creativ-Wettbewerb (Volksbank)
- Schlaufuchsprojekt (Kl. 6)
- Planspiel Börse (Politik)
- Wettbewerb Diercke Wissen (Erdkunde)
- Sportwettbewerbe, z. B. Schwimmwettkämpfe

### Betreuungsangebote
An der Schule gibt es eine schuleigene Mensa und eine eigene Schüler-Bibliothek.

### Schulprogramme (= Jahresberichte Höherer Schulen)
- Jahresbericht der Städtischen Realschule in Entw. zu Gronau i. W. : über das Schuljahr ... Gronau, W., 1903/04(1904) Digitalisat
- Jahresbericht der Städtischen Realschule zu Gronau i. W. : über das Schuljahr ... Gronau, W., 1904/05(1905) - 1905/06(1906) Digitalisat
- Jahresbericht der Städtischen Realschule mit Progymnasium in Entw. zu Gronau i. W. : für die Zeit von Ostern ... bis Ostern ... Gronau, W., 1906/07(1907) - 1908/09(1909) Digitalisat
- Jahresbericht der Städtischen Ober-Realschule i.E. mit Progymnasium zu Gronau i. W. : für die Zeit von Ostern ... bis Ostern ... Gronau, W., 1909/10(1910) - 1910/11(1911) Digitalisat
- Jahresbericht der Städt. Ober-Realschule zu Gronau i. W. : für die Zeit von Ostern ... bis Ostern ... Gronau, W., 1912/13(1913) - 1921/22(1922)[?] Digitalisat
- 1924/25 Städt. Oberrealschule in Umwandlung zum Reformrealgymnasium
- 1925/26 dto.
- 1926/27 dto.
- 1927/28 dto.
- 1928/29 dto.
- 1929/30 Städt. Reformrealgymnasium
- 50 Jahre Gymnasium Gronau / Westf. 1903–1953. Gronau 1953.
- Hans-Günther Lahme: 75 Jahre Werner-von-Siemens-Gymnasium Gronau 1903–1978. Gronau 1978.
- Wolf-Dieter Sondermann: Werner-von-Siemens-Gymnasium und Aula in Gronau. IN: Unsere Heimat. Jb. des Kreises Borken 1980, S. 90f.

### Jahresberichte
- Finkener, Heinz Finkener u. a.: Abiturienten erinnern sich ihrer Gymnasialzeit in Gronau/Westf. 1932–1940. Manuskript. Gronau 1990.
- Das Schuljahr 1985/86 im Überblick.
- Das Schuljahr 1986/87.
- Das Schuljahr 1988/89.
- Das Schuljahr 1989/90.
- Das Schuljahr 1990/91.
- Das Schuljahr 1991/92.
- Das Schuljahr 1992/93. (Schuljubiläum 90 Jahre)
- Das Schuljahr 1993/94.
- Das Schuljahr 1994/95.
- Das Schuljahr 1995/96.
- Das Schuljahr 1996/97.
- Das Schuljahr 1997/98.
- Die Schuljahre 1998/1999. 1999/2000.
- Das Schuljahr 2000/2001.
- Norbert Diekmann; Hanspeter Dickel (Red.): Einhundert Jahre Werner-von-Siemens-Gymnasium Gronau. Bd. 1: Die Geschichte von den Anfängen bis 1979. Gronau: Stadtarchiv 2003.
- Norbert Diekmann; Hanspeter Dickel (Red.): Einhundert Jahre Werner-von-Siemens-Gymnasium Gronau. Bd. 2: Die Geschichte von 1979 bis 2003. Gronau: Stadtarchiv 2004.
- Norbert Diekmann: 90 Jahre jung und munter wie immer. Das Werner-von-Siemens-Gymnasium. In: Bürgerbuch 1994/95, S. 264–267.
- Norbert Diekmann: Das Werner-von-Siemens-Gymnasium auf dem Weg in die Zukunft. In: Bürgerbuch 2003/04, S. 286–289.